# Amiga Addict
Az Amiga Addict egyike a nemrégiben alapított Amiga tematikájú folyóiratoknak az Egyesült Királyságban. 

## Rövid történet
A sajtóterméket Jonah Naylor IT cégvezető indította útjára legelőször online, majd a későbbiekben nyomtatott formában is. A Total Amiga magazin 2007 áprilisi megszűnése óta ez volt az első brit Amiga-tematikájú újság. A videójáték-sajtó méltatta az alapító bátorságát egy – gyártását tekintve – rég megszűnt számítógép-platformot fő témaként megválasztani, de dícsérték a sajtótermék minőségét is.

## Kinézet és tartalom
Küllemét, felépítését tekintve a régi számítógépes folyóiratok stílusában készül. A tartalom egyaránt magában foglal nosztalgikus tartalmakat a platform fénykorából, ugyanakkor friss hírek is helyet kapnak a jelenlegi Amiga-retrogaming reflexiójaként. Interjúk a korabeli videójátékok (pl. Chaos Engine vagy Sensible Soccer), felhasználói alkalmazások (pl. Deluxe Paint, X-Copy vagy OctaMED) készítőivel, az iparág "legendáival" éppúgy megjelennek, mint "új generációs", PowerPC-alapú Amiga-fejlesztések ismertetői.
A formátum A4-es és az összesen 60 oldal mindegyike színes, jó minőségű papírra van nyomtatva. A 2020 decemberében piacra került első szám (melynek a tényleges megnevezése: "ISSUE No. 1 January 2021") óta havonta jelenik meg és jelenleg a legtöbbet eladott lapszámú Amiga-magazin. Saját meghatározásuk szerint az "Amiga Addict mindenféle Amiga alapvető ismertetője" az olvasók számára.
A magazin a következő fő részekre tagolódik: "Regulars" (benne: olvasói levelek, demoscene és lemezmelléklet), "Onscreen" (videójáték ismertetők), "Amiga Focus" (Amiga-közösség), "Amiga Insights" (interjúk) és "Testbench" (hardver/szoftver ismertetők).

## Megjelent fontosabb tartalmak
Az Amiga Addict első megjelenése óta folyamatosan hírt ad az Amiga-közösség jelenlegi eseményeiről és megemlékezik a platform történelmét idéző főbb történésekről, mint például az Amiga 1000 fejlesztési és tervezési részleteiről, illetve specifikációjáról.
Az első számban megjelent interjú Dave Haynie volt Commodore hardverfejlesztő mérnökkel, de olvasható a gondolatai Joseph C. Decuir hardverfejlesztőnek is, aki mind az Amiga 1000, mind Atari számítógépek tervezésében részt vett. Több neves szoftverház képviselői megszólaltak már az újság hasábjain, így a DMA Design, az Electronic Arts, vagy a Sensible Software. A legsikeresebb videójátékokról nem csak játékismertetők, hanem egy-egy a fejlesztésükben részt vett személy visszaemlékezései alapján háttérsztorik is megjelentek, így történt például a Beneath a Steel Sky vagy az Alien Breed esetében. Ehhez hasonlóan korabeli videójáték-kiadók belső sztorijai is teret kapnak, mint amilyen a Lucasfilm Games, vagy a Core Design.